# Tom Creavy
Thomas "Tom" Creavy, född 3 februari 1911, död 3 mars 1979, var en amerikansk golfspelare.
Creavy vann PGA Championship 1931 på Wannamoisett Country Club i Rumford i Rhode Island över Denny Shute när han var 21 år gammal och han blev då den näst yngste spelaren som hade vunnit tävlingen. Samma år fick han arbete som klubbprofessional på Albany Country Club.
På grund av en mystisk skada kunde han aldrig återupprepa bedriften från 1931. Han kom till semifinal i PGA Championship 1932 och 1933 och han ställde upp i The Masters Tournament 1934 men han vann ingen av tävlingarna.
| Majorsegrare genom tiderna                                                                                   |             |            |            |                  |
| 200 olika spelare har vunnit i herrarnas majortävlingar. Tom Creavy var den 54:e spelaren som vann en major. |             |            |            |                  |
| 1:a | 53:e        | 54:e       | 55:e       | 200:e            |
| Willie Park Sr                                                                                               | Billy Burke | Tom Creavy | Olin Dutra | Louis Oosthuizen |
| Lista över golfens majorsegrare                                                                              |             |            |            |                  |